# Most Zwierzyniecki w Krakowie
Most Zwierzyniecki w Krakowie – most na Wiśle oddany do użytku w 2001 roku.
Most ma 157,92 metra długości i 23,7 metra szerokości. Jest mostem jednoprzęsłowym i składa się z trzech elementów: dwóch wiaduktów oraz mostu rzecznego o łącznej długości 213 metrów. Na moście w każdym kierunku prowadzą po 2 pasy ruchu samochodowego, a po bokach znajdują się chodniki dla pieszych oraz drogi rowerowe.
Głównym zadaniem mostu jest odciążenie ruchu na moście Dębnickim znajdującym się na tzw. drugiej obwodnicy Krakowa.
Budowę mostu oraz estakad dojazdowych zrealizowało przedsiębiorstwo Skanska.